# Alto Nanay (distrito)
O Distrito peruano de Alto Nanay é um dos onze distritos que formam a Província de Maynas, situada no Departamento de Loreto, pertencente a Região Loreto, Peru.

## Transporte
O distrito de Alto Nanay é servido pela seguinte rodovia:
- LO-100, que liga o distrito à cidade de Manseriche
- LO-103, que liga o distrito à cidade de Belén[1][2][3]